# Fritada de tordos
La fritada de tordos o fritada dos passarinheiros (‘zorzales’) es un plato tradicional de la gastronomía de Portugal. El tordo o zorzal es un ave común de la península ibérica, considerada carne de caza y un ingrediente de excelencia para el arroz de tordos y las fritadas. Los tordos se limpian, se abren por la mitad, se sazonan con sal gruesa y se dejan reposar. Se fríen en aceite de oliva, se retiran y, en el mismo aceite, se hace un sofrito con cebolla y jamón; se añade laurel, canela, pimienta y guindilla, y se agregan los tordos fritos para terminar de cocinarse. Dependiendo de la receta se cubre con agua o con vino blanco y trozos de limón que se usan para marinar los pájaros. 